# Adam Juszkiewicz
Adam Juszkiewicz (ur. 13 kwietnia 1940) – polski chemik, profesor nauk chemicznych, profesor nadzwyczajny Uniwersytetu Jagiellońskiego (na emeryturze) i profesor zwyczajny Państwowej Wyższej Szkoły Zawodowej w Tarnowie i pierwszy rektor (w latach 1998–2007) tej uczelni.

## Życiorys
Adam Juszkiewicz jest absolwentem Uniwersytetu Jagiellońskiego. Po studiach w 1965 r. rozpoczął pracę na Wydziale Matematyki, Fizyki i Chemii UJ (z którego w 1981 r. wyłonił się Wydział Chemii Uniwersytetu Jagiellońskiego), przechodząc tam wszystkie stopnie kariery akademickiej. Doktorat obronił w 1972, a w 1987 uzyskał habilitację. W 2002 otrzymał tytuł profesora nauk chemicznych.
W latach 1993–2012 pełnił kierownika Zakładu Chemii Ogólnej na Wydziale Chemii UJ. Współtworzył Państwową Wyższą Szkołę Zawodową w Tarnowie, której był pierwszym rektorem w latach 1998–2007.
Autor ponad stu publikacji. Obszar jego zainteresowań naukowych stanowi chemia.
Odznaczony Złotym Krzyżem Zasługi, Krzyżem Kawalerskim OOP, Medalem Komisji Edukacji Narodowej i Brązowym Medalem „Za zasługi dla obronności kraju”.

## Książki
- Adam Juszkiewicz, Uczelnia tarnowska. Projekt mojego życia, Państwowa Wyższa Szkoła Zawodowa w Tarnowie, wydanie I, Tarnów, 2013. ISBN 978-83-936923-2-3.